# Pranas Jodelė
Pranas Jodelė (ur. 13 lutego 1871 w Kupriai koło Rakiszek, zm. 8 grudnia 1955 w Kownie) – litewski chemik, działacz odrodzenia narodowego na Litwie, profesor Uniwersytetu Litewskiego w Kownie i jego rektor.

## Życiorys
Ukończył gimnazjum w rosyjskim Orle. Od 1891 do 1896 roku studiował weterynarię na Uniwersytecie w Charkowie. W 1904 roku ukończył politechnikę w Kijowie, by dwa lata później uzyskać dyplom inżyniera.
W latach 1908–09 przebywał na stypendium w Niemczech i Szwajcarii. Od 1909 roku nauczał na politechnice w Kijowie. W 1912 roku otrzymał tytuł profesora nadzwyczajnego. Rok później zaprojektował pierwszą na Litwie fabrykę cementu w Valkininkai, nad którą objął kierownictwo.
Po uzyskaniu przez Litwę niepodległości pracował w kowieńskim departamencie leśnym. W 1921 roku współorganizował tzw. wyższe kursy naukowe w Kownie, które rok później przekształciły się w Uniwersytet Litewski. Od 1922 do 1927 roku sprawował urząd dziekana wydziału techniki, a w latach 1932–40 prorektora uniwersytetu. Przez rok (1928-29) był również jego rektorem. Za jego kadencji powstał m.in. budynek Wydziału Medycyny oraz Instytutu Chemiczno-Fizycznego na Aleksocie.